# Čejč
Čejč är en ort i Tjeckien.   Den ligger i regionen Södra Mähren, i den sydöstra delen av landet, 220 km sydost om huvudstaden Prag. Čejč ligger 185 meter över havet och antalet invånare är 1 232.
Terrängen runt Čejč är platt. Runt Čejč är det tätbefolkat, med 319 invånare per kvadratkilometer. Närmaste större samhälle är Hodonín, 16,3 km sydost om Čejč. Trakten runt Čejč består till största delen av jordbruksmark.